# 2014 في البرتغال
فيما يلي قوائم الأحداث التي وقعت خلال عام 2014 في البرتغال.

## سياسة

### تعيين في المنصب
- 22 نوفمبر – أنطونيو كوستا الأمين العام للحزب الاشتراكي.

## رياضة
- 1 يناير – البرتغال في كأس العالم 2014
- 1 يناير – رالي البرتغال 2014
- 1 يناير – نهائي الدوري الأوروبي 2014
- 24 مايو – نهائي دوري أبطال أوروبا 2014 الفائز ريال مدريد.

## وفيات

### أبريل
- 27 أبريل – فاسكو غراسا مورا (مواليد 1942)[1]
- 28 أبريل – بيدرو كونا (مواليد 1980) ممثل برتغالي.

### سبتمبر
- 10 سبتمبر – أنتونيو غاريدو (مواليد 1932) حكم كرة قدم برتغالي.
- 22 سبتمبر – فيرناندو كابريتا (مواليد 1923)